# Cláudio Barradas
Cláudio de Souza Barradas (Belém, 4 de janeiro de 1930 – Belém, 30 de junho de 2025) foi um jornalista, ator, diretor de radionovela e religioso brasileiro. Exerceu seus trabalhos no jornalismo, atuação e direção na Rádio Clube na década de 1950. Também foi ator de teleteatro na extinta TV Marajoara.
No início dos anos 1970 trabalhou em quatro filmes dirigidos pelo cineasta paraense Líbero Luxardo: “Um Dia Qualquer”, “Marajó, Barreira do Mar”, “Um Diamante, Cinco Balas” e “Brutos e Inocentes”. Entre as grandes homenagens que recebeu por toda esta trajetória, empresta seu nome ao Teatro Universitário Cláudio Barradas da UFPA, inaugurado em 2009, quando estava prestes a completar seus 80 anos.
No sacerdócio religioso, foi ordenado padre em 1992 e foi cônego da Arquidiocese de Belém do Pará. Morreu aos 95 anos.